# Прапор Новоукраїнського району
Пра́пор Новоукраї́нського райо́ну — офіційний символ Новоукраїнського району Кіровоградської області, затверджений 12 листопада 2003 року рішенням № 217 сесії Новоукраїнської районної ради.

## Опис
Прапор є синім прямокутним полотнищем із співвідношенням сторін 2:3 та золотою трикутною базою. Над базою зображені сонячне коло та дві восьмипроменеві зірки з боків.

## Символіка
- Дві восьмипроменеві зірки (улюблені елементи козацької символіки) нагадують про належність території району свого часу до Запорозької Січі.
- Золота трикутна база символізує:
  - знаходження на території району найвищої у Кіровоградській області точки (269 м над рівнем моря);
  - скіфський курган як характерну прикмету новоукраїнського степу;
  - розташування території району на височині, звідки беруть початок кілька річок.
- Поєднання золотої (жовтої) та синьої барв символіки збігається з національними кольорами України, що опосередковано асоціюється з назвою району — Новоукраїнський.